# Taverna
A taverna (görög: ταβέρνα) egy kicsi görög vendéglő vagy étterem, ahol görög ételeket szolgálnak fel. A görög kultúra szerves részét képezi és az országból kivándoroltak a világ más részein is létrehoztak ilyen vendéglőket.

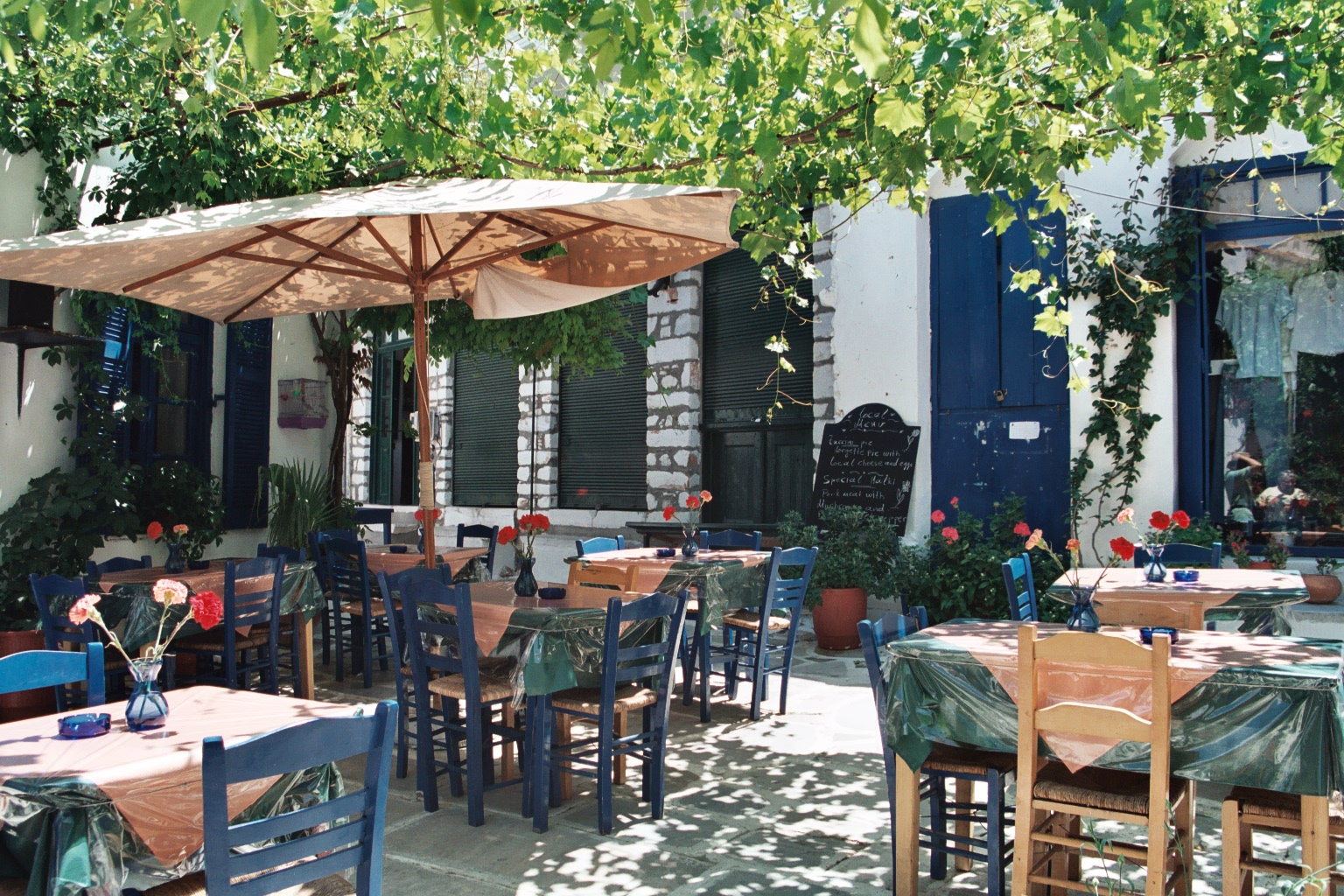
Taverna egy görög szigeten

## Etimológia
A taverna szó a latin taberna szóból származik , jelentése: „bolt, üzlet” (lásd még a római taberna). A latin szó a tabula szóból származik, jelentése: asztal.

## Konyha
Egy modern taverna tipikus menüje gyakran tartalmazza a következőket:
- Kenyér, általában cipó, néha lapos kenyér
- Hús, például bárány-, sertés- és marhahús
- Saláták, például görög saláta
- Előételek, mint a dzadzíki
- Levesek
- Tésztafélék, például spagetti
- Hal- és tengeri ételek, például friss, sült hal
- Sült ételek, beleértve a szezonális zöldségételek széles választékát
- Grillezett ételek, például szuvláki
- Borok
- Sör
- Szeszes italok, például úzó
- Gyümölcs
- Desszertek, mint a baklava

## Fordítás
- Ez a szócikk részben vagy egészben  a   Taverna című angol Wikipédia-szócikk fordításán alapul.  Az eredeti cikk szerkesztőit annak laptörténete sorolja fel. Ez a jelzés csupán a megfogalmazás eredetét és a szerzői jogokat jelzi, nem szolgál a cikkben szereplő információk forrásmegjelöléseként.